# Mychajlo Kuzemskyj
Mychajlo Kuzemskyj, cyrilicí Михайло Куземський, v polském přepisu Mychajło Kuzemśkyj (20. listopadu 1809 Šibalin – 5. prosince 1879), byl rakouský řeckokatolický duchovní a politik ukrajinské (rusínské) národnosti z Haliče, v 2. polovině 19. století poslanec Říšské rady a biskup.

## Biografie
8. prosince 1832 byl vysvěcen na kněze. 22. ledna 1868 byl jmenován řeckokatolickým biskupem Chełmu and Belzu. Do funkce byl uveden 23. srpna téhož roku. Jeho nástup na biskupský stolec v regionu, který byl tehdy součástí Ruského impéria, byl pokusem ruských úřadů o získání podpory mezi řeckokatolickým obyvatelstvem v emotivní době po porážce polského lednového povstání roku 1863. Kuzemskyj byl orientován protipolsky a protilatinsky. Podporu si ovšem nezískal. Roku 1871 rezignoval a vrátil se na Halič.
Po obnovení ústavní vlády v Rakousku se zapojil i do politiky. Od roku 1861 byl poslancem Haličského zemského sněmu za kurii venkovských obcí. Zemský sněm ho roku 1861 delegoval i do Říšské rady (tehdy ještě volené nepřímo) za Halič (kurie venkovských obcí, obvod Mykolajiv). 2. května 1861 složil slib. K roku 1861 se uvádí jako řeckokatolický duchovní, bytem ve Lvově.